# Anabasis calcarea
Anabasis calcarea är en amarantväxtart som först beskrevs av Charif och Paul Aellen, och fick sitt nu gällande namn av Bokhari och Per Erland Berg Wendelbo. Anabasis calcarea ingår i släktet Anabasis och familjen amarantväxter. Inga underarter finns listade i Catalogue of Life.